# Hospital Velho da Misericórdia da Chamusca
O Hospital Velho da Misericórdia, também conhecido como Hospital de Nosso Senhor Jesus Cristo, de Nossa Senhora da Pobreza e de Santa Bárbara,  Hospital de Nossa Senhora da Pobreza e Hospital da Santa Casa da Misericórdia da Chamusca, é uma construção do século XVIII situada no centro histórico da Chamusca.
Actualmente, o edifício, um exemplar da arquitectura civil rococó, alberga o Centro de Saúde e é ladeado pelo Hospital Novo, construído em meados do século XX.
O primitivo hospital da Santa Casa da Misericórdia da Chamusca foi instituído em 1711, através de doação feita pelo testamento de Francisco Subtil, que consagrou a sua invocação a Nosso Senhor Jesus Cristo, a Nossa Senhora da Pobreza e a Santa Bárbara. O hospital entraria em funcionamento a 15 de Setembro de 1715. O actual edifício foi construído em meados do século XVIII, no local onde se encontrava o primitivo.
Anexa ao hospital, existiu a Capela de Nossa Senhora da Pobreza, até o seu interior ter sido demolido em 1958, aquando da realização de grandes obras de adaptação do edifício a hospital regional. No interior desta capela existia uma edícula em cantaria, com arco redondo sobre pilastras toscanas, enquadrando um retábulo rococó em madeira policromada e dourada. Existia ainda um nicho ladeado colunas coríntias de fuste estriado, rematadas por um frontão. A mesa do altar tinha a forma de urna. Actualmente, apenas restam a sineira e a fachada da capela, de estilo rococó, rodeada por dois lanços de escadas de feição palaciana.